# Белгрін (Алабама)
Белгрін (англ. Belgreen) — переписна місцевість (CDP) в США, в окрузі Франклін штату Алабама. Населення — 170 осіб (2020).

## Географія
Белгрін розташований за координатами 34°28′29″ пн. ш. 87°51′42″ зх. д. / 34.47472° пн. ш. 87.86167° зх. д. (34.474679, -87.861703).  За даними Бюро перепису населення США в 2010 році переписна місцевість мала площу 3,20 км², з яких 3,18 км² — суходіл та 0,02 км² — водойми.

## Демографія
Згідно з переписом 2010 року, у переписній місцевості мешкало 129 осіб у 52 домогосподарствах у складі 37 родин. Густота населення становила 40 осіб/км².  Було 59 помешкань (18/км²).
Расовий склад населення:
| - 96,1 % — білих - 3,9 % — осіб інших рас |

До двох чи більше рас належало 0,0 %. Частка іспаномовних становила 3,9 % від усіх жителів.
За віковим діапазоном населення розподілялося таким чином: 24,0 % — особи молодші 18 років, 62,8 % — особи у віці 18—64 років, 13,2 % — особи у віці 65 років та старші. Медіана віку мешканця становила 38,8 року. На 100 осіб жіночої статі у переписній місцевості припадало 98,5 чоловіків;  на 100 жінок у віці від 18 років та старших — 84,9 чоловіків також старших 18 років.
Середній дохід на одне домашнє господарство  становив 25 326 доларів США (медіана — 27 750), а середній дохід на одну сім'ю — 32 331 долар (медіана — 31 250). За межею бідності перебувало 28,8 % осіб, у тому числі 0,0 % дітей у віці до 18 років та 0,0 % осіб у віці 65 років та старших.
Цивільне працевлаштоване населення становило 32 особи. Основні галузі зайнятості: виробництво — 53,1 %, роздрібна торгівля — 25,0 %, оптова торгівля — 21,9 %.